# رایتک
رایتک (انگلیسی: Ritek) شرکت سخت‌افزار تایوانی است، که در سال ۱۹۸۸ تأسیس شد.